# Spectrum (seria wydawnicza)
Spectrum – seria wydawnicza wydawnictwa Muza S.A.

## Tomy wydane
- Anatomia randki (Piotr Szarota 2011)
- Barbie jako ikona kultury (Mary Rogers 2003)
- Belgijska melancholia (Marek Orzechowski 2011)
- Bogactwo i nędza narodów. Dlaczego jedni są tak bogaci, a inni tak ubodzy (David S. Landes 2000, 2005, 2007)
- Bunt mas (José Ortega y Gasset 1995, 1997, 2002, 2004, 2006)
- Bunt na sprzedaż. Dlaczego kultury nie da się zagłuszyć? (Joseph Heath, Andrew Potter 2010)
- Charakter narodowy Polaków i innych (Edmund Lewandowski 2008)
- Czarny Książę (Iris Murdoch 1995)
- Człowiek i mikroby (Arno Karlen 1997)
- Człowiek zbuntowany (Albert Camus 2002)
- Czwarty wymiar w architekturze. Studium o wpływie budynku na zachowanie człowieka (Mildred Reed Hall, Edward Hall 2001)
- Dehumanizacja sztuki i inne eseje (José Ortega y Gasset 1996)
- Don Kichot (Miguel de Cervantes 1995)
- Dostojewski z umiarem i inne eseje (Tomasz Mann 2000)
- Dzieciństwo w oblężeniu (Joel Bakan 2013)
- Dziesiąty równoleżnik (Eliza Griswold 2013)
- Dżihad kontra McŚwiat (Benjamin Barber 1997, 2000, 2001, 2004, 2013)
- Egzystencjalizm jest humanizmem (Jean-Paul Sartre 1998)
- Eros i cywilizacja (Herbert Marcuse 1998)
- Eseje (Tomasz Mann 1998)
- Etyka dobrej roboty (Richard Sennett 2010)
- Europejczycy (Luigi Barzini jr 2001)
- Fortuna sprzyja odważnym (Lester Thurow 2007)
- Gangi Ameryki. Współczesne korporacje a demokracja (Ted Nace 2004)
- Historia pocałunku (Otto Best 2003)
- Historia spekulacji finansowych (Edward Chancellor 2001)
- Imiona wielokulturowości (Marian Golka 2010)
- Imperium strachu. Wojna, terroryzm i demokracja (Benjamin Barber 2005)
- Jak brednie podbiły świat (Francis Wheen 2005)
- Jak dżihad przybył do Europy. Wojownicy Boga i tajne służby na Bałkanach (Jürgen Elsässer 2007)
- Jak powieść (Daniel Pennac 2007)
- Jedzenie: Rytuały i magia (Franz-Theo Gottwald, Lothar Kolmer 2009)
- Kapitalizm zombie. Globalny kryzys i aktualność myśli Marksa (Chris Harman 2011)
- Katolicy i seks. Od czystości do czyśćca (Kate Saunders, Peter Stanford 1996, 2007)
- Klęska „Solidarności”. Gniew i polityka w postkomunistycznej Europie (David Ost 2007)
- Korozja charakteru. Osobiste konsekwencje pracy w nowym kapitalizmie (Richard Sennett 2006)
- Kraina fast foodów. Ciemna strona amerykańskich szybkich dań (Eric Schlosser 2005)
- Krótka historia kłamstwa. Przekorne eseje filozoficzne (Steffen Dietzsch 2000)
- Kryzys światowego kapitalizmu (George Soros 1999)
- Kultura nowego kapitalizmu (Richard Sennett 2010)
- Labirynty herezji (Jerzy Prokopiuk 1999)
- Legenda Europy (Piotr Kuncewicz 2005)
- Liczenie baranów. O naturze i przyjemnościach snu (Paul Martin 2011)
- Makdonaldyzacja społeczeństwa: wydanie na nowy wiek (George Ritzer 2003, 2005)
- Magiczny świat konsumpcji (George Ritzer 2001, 2004)
- McDonaldyzacja społeczeństwa (George Ritzer 1997, 1999)
- Medytacje o „Don Kichocie” (José Ortega y Gasset 2008)
- Melancholia (Antoni Kępiński 1996)
- Miękkie ostrze. Naturalna historia i przyszłość rewolucji informacyjnej (Paul Levinson(inne języki) 1999, 2006)
- Mit Syzyfa i inne eseje (Albert Camus 1999, 2004)
- Moja historia czytania (Alberto Manguel 2003)
- Nasz człowiek w Hawanie (Graham Greene 1996)
- Nie ma kto pisać do pułkownika (Gabriel García Márquez 1995)
- Niezwykłe oświecenie profesora Caritata. Komedia idei (Steven Michael Lukes 2003)
- O karykaturze polityki (Mirosław Karwat 2012)
- O perfidii (Mirosław Karwat 2001)
- O sztuce miłości (Erich Fromm 1997)
- Od prowokacji do demokracji (Caroline Levine 2013)
- Odmienny stan świadomości. Historia kultury ecstasy i acid house (Matthew Collin, John Godfrey 2006)
- Odmieńcy (Hans Mayer(inne języki) 2005)
- Opium intelektualistów (Raymond Aron 2000)
- Opowieści biblijne (Zenon Kosidowski 1996)
- Opowieści kosmikomiczne (Italo Calvino 1996)
- Pejzaż etniczny Europy (Edmund Lewandowski 2004, 2005)
- Po co nam kultura? (Eagleton Terry 2012)
- Pogrzebacz Wittgensteina. Opowieść o dziesięciominutowym sporze między dwoma filozofami (David Edmonds, John Eidinow 2002)
- Polityka i namiętność: O bardziej egalitarny liberalizm (Michael Walzer 2006)
- Polowanie na ludzi. Za kulisami reality TV (Sam Breton, Reuben Cohen 2004)
- Przejrzeć Anglików (Kate Fox 2007)
- Przemoc. Sześć spojrzeń z ukosa (Slavoj Żiżek 2010)
- Przepaska z liści (Patrick White 1995)
- Przyszłości wyobrażone. Od myślącej maszyny do globalnej wioski (Richard Barbrook 2009)
- Razem. Rytuały, zalety i zasady współpracy (Richard Sennett 2013)
- Rozbitkowie. Rzecz o paryskich kloszardach (Patrick Declerck 2004)
- Rozmawiał z bydlętami, ptakami, rybami... Opowiadania o zwierzętach (Konrad Lorenz 1997)
- Różowy to kolor Persji. Sen o islamskiej demokracji (Vanna Vannuccini 2007)
- Samotny tłum (David Riesman 1996)
- Seks, demokratyzacja pożądania i media czyli Kultura obnażania (Brian McNair 2004)
- Seks, druk i rock and roll: zapiski z epoki recyklingu (Leszek Bugajski 2006)
- Seks, narkotyki i czekolada (Paul Martin 2010)
- Sequel: Dalsze przygody kultury w globalnym świecie (Wojciech Burszta, Waldemar Kuligowski 2005)
- Skąd i dokąd idziemy (Bogdan Suchodolski (pseud. Jadźwing R.) 1999)
- Skonsumowani. Jak rynek psuje dzieci, infantylizuje dorosłych i połyka obywateli (Benjamin Barber 2008)
- Spór o wojnę (Michael Walzer 2006)
- Szacunek w świecie nierówności (Richard Sennett 2012)
- Szanowne dzieci (Daniel Pennac 2009)
- Szarańcza (Gabriel García Márquez 1995)
- Szkice z dziejów anarchizmu (Piotr Laskowski 2006, 2007)
- Sztuka leniuchowania. O szczęściu nicnierobienia (Ulrich Schnabel 2014)
- Taniec życia. Inny wymiar czasu (Edward Hall 1999)
- Tatami kontra krzesła. O Japończykach i Japonii (Rafał Tomański 2011)
- Technopol. Triumf techniki nad kulturą (Neil Postman 2004)
- Telefon komórkowy. Jak zmienił świat najbardziej mobilny ze środków komunikacji (Paul Levinson 2006)
- Teoria klasy próżniaczej (Thorstein Veblen 1998, 2008)
- Turysta. Nowa teoria klasy próżniaczej (Dean MacCannell 2002)
- Tyrania złudzeń. Studia z filozofii polityki (Stefan Opara 2009)
- Ukryty wymiar (Edward Hall 1997, 2001, 2003)
- Umysł, który szkodzi. Mózg, zachowanie, odporność i choroba (Paul Martin 2011)
- Upadek człowieka publicznego (Richard Sennett 2009)
- Wartość niczego. Jak przekształcić społeczeństwo rynkowe i na nowo zdefiniować demokrację (Raj Patel 2010)
- Wizje zbawienia (Vladimir Tismaneanu 2000)
- Własność a wolność (Richard Pipes 2000)
- Wojna i Antywojna. Jak przetrwać na progu XXI wieku (Alvin Toffler, Heidi Toffler 1997)
- Wydarzenia medialne. Historia transmitowana na żywo (Daniel Dayan, Elihu Katz 2008)
- Wzory kultury (Ruth Benedict 1999, 2002, 2005)
- Zabawić się na śmierć. Dyskurs publiczny w epoce show-businessu (Neil Postman 2002)
- Zderzenie cywilizacji i nowy kształt ładu światowego (Samuel P. Huntington 1997, 1998, 2000, 2001, 2003, 2004, 2005, 2007, 2008)
- Ziarna bogactwa. Pięć roślin, dzięki którym powstały fortuny (Henry Hobhouse 2010)
- Ziarna zmian. Sześć roślin, które zmieniły oblicze świata (Henry Hobhouse 2001)
- Żądza życia (Maurice Druon 1996)
- Życie okablowane. Kim jesteśmy w epoce przekazu cyfrowego? (Charles Jonscher 2001)

(Maurice Druon (Maurice Kessel)):
- Żądza życia

Królowie przeklęci:
- Król z żelaza
- Zamordowana królowa
- Trucizna królewska 1997
- Prawo mężczyzn
- Wilczyca z Francji
- Lew i lilie
- Kiedy król gubi kraj